# Santuario Ushitora
Il santuario Ushitora (艮神社?, Ushitora jinja) è un luogo di culto shintoista a Onomichi, nella prefettura di Hiroshima in Giappone.
È il jinja più antico di Onomichi.

## Storia
La costruzione del santuario è iniziata nell'anno 806 da parte della popolazione locale per l'adorazione dei propri ubusunagami (産土神?), le divinità guardiane del luogo natale. La regolare attività religiosa della struttura è confermata in documenti del 1475, nel volume Onomichi shikō (尾道志稿?) del 1816 scritto dello storico locale Kameyama Kototsuna (亀山士綱?), e in vari documenti fino alla Seconda guerra mondiale.

## Canforo

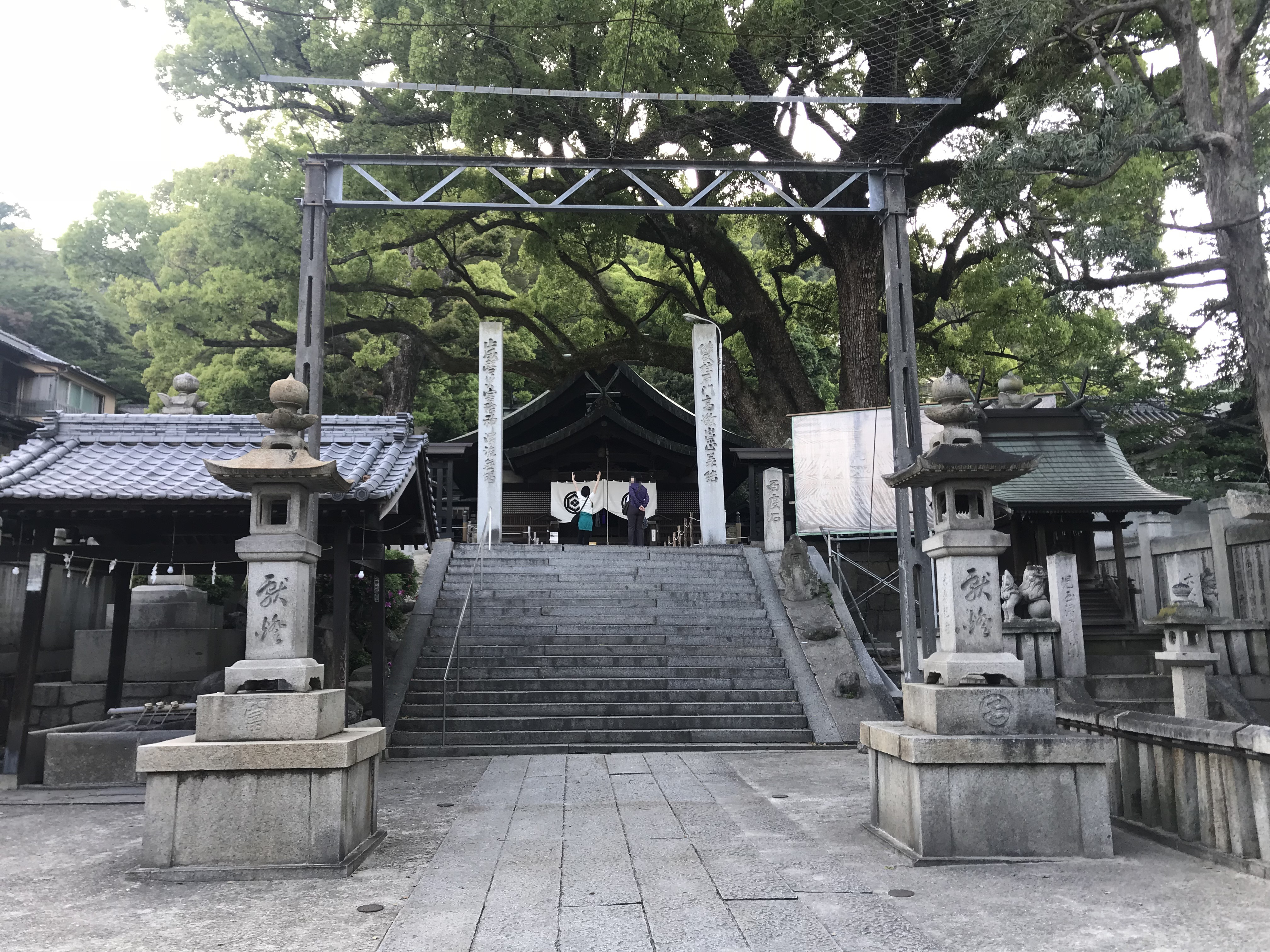
L'ingresso del santuario con il grande albero di canfora davanti all'edificio haiden.

All'interno del recinto sacro si trova un gigantesco esemplare di canforo con la corteccia parzialmente foderata di muschio. L'albero inizia con un unico enorme tronco, da cui se ne dipartono altri tre distinti all'altezza di circa 3 metri dal suolo: con una circonferenza totale dei quattro tronchi pari a 7 metri, l'età del canforo è stimata intorno ai 900 anni. Dei tre tronchi secondari, due sono sul retro dell'albero e uno fiancheggia la grande roccia a fianco all'edificio principale del santuario.
Per il suo valore storico e naturalistico, il 26 dicembre 1988 l'albero è stato incluso nel registro del Beni naturalistici della Prefettura di Hiroshima con il nome di "Gruppo arboreo del canforo del santuario Ushitora" (艮神社のクスノキ群?, Ushitora jinja kusu no ki gun).

## Galleria d'immagini

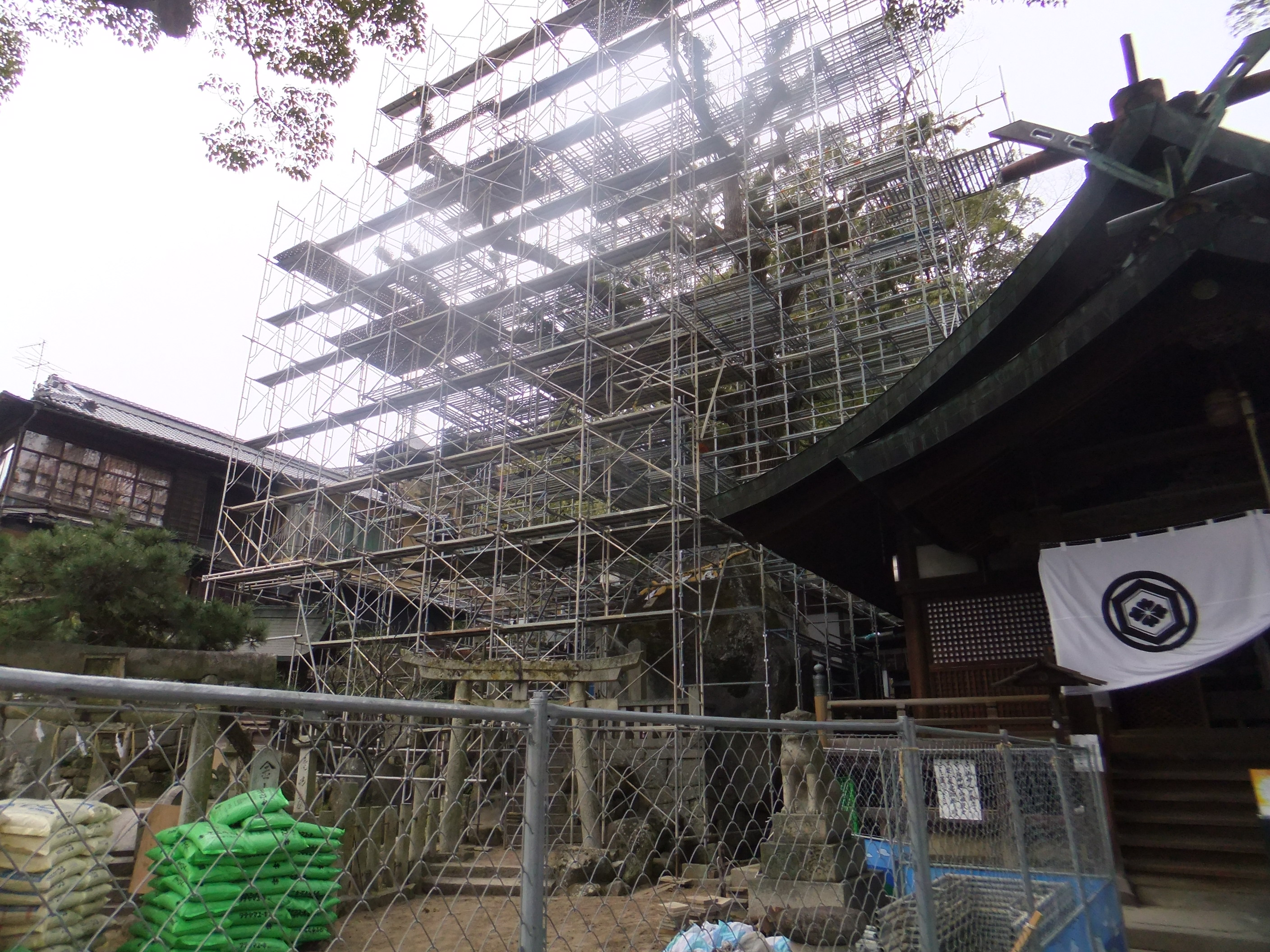
Grande roccia a fianco all'edificio principale (marzo 2017).
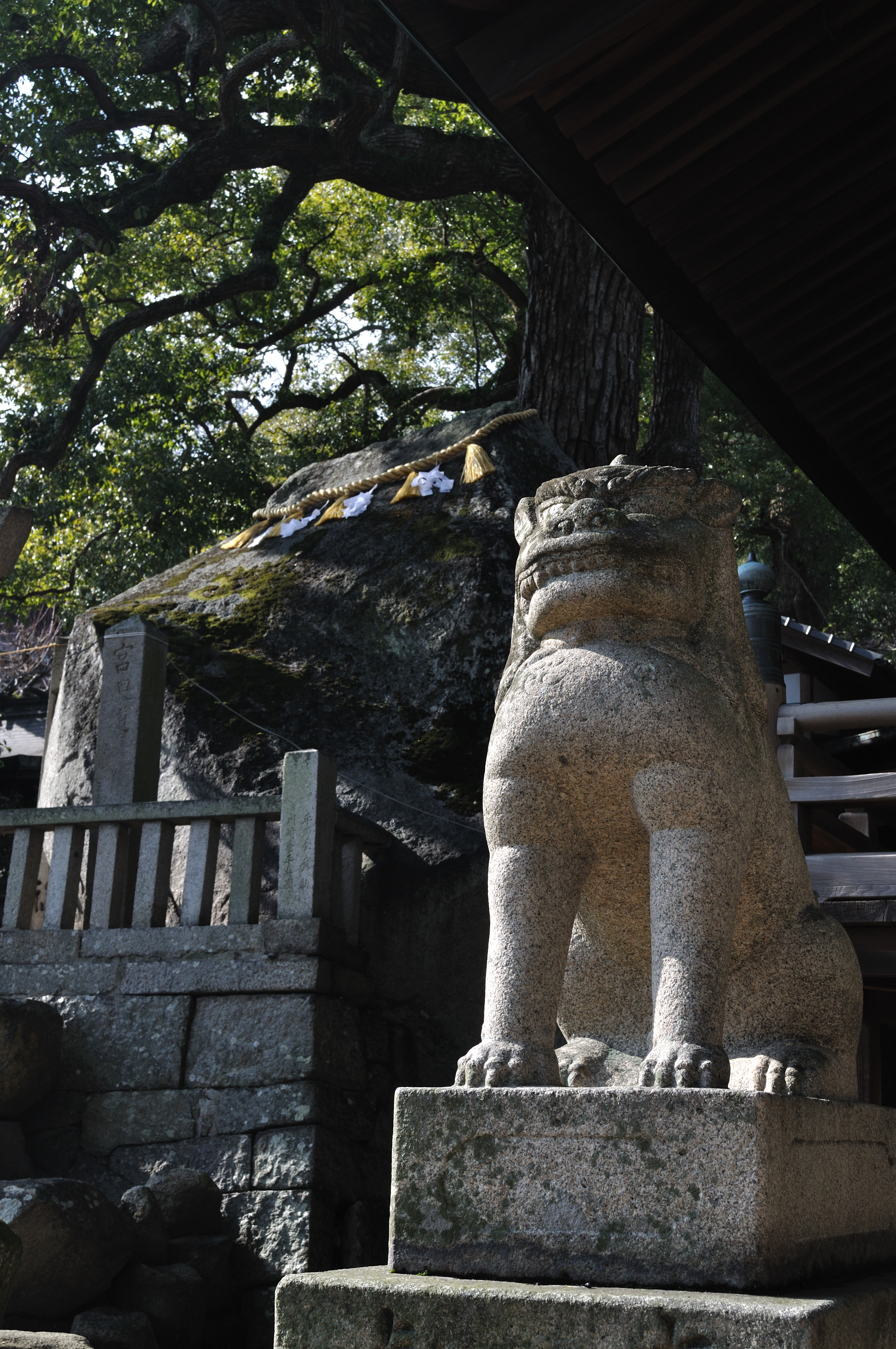
Una delle due statue komainu del santuario.
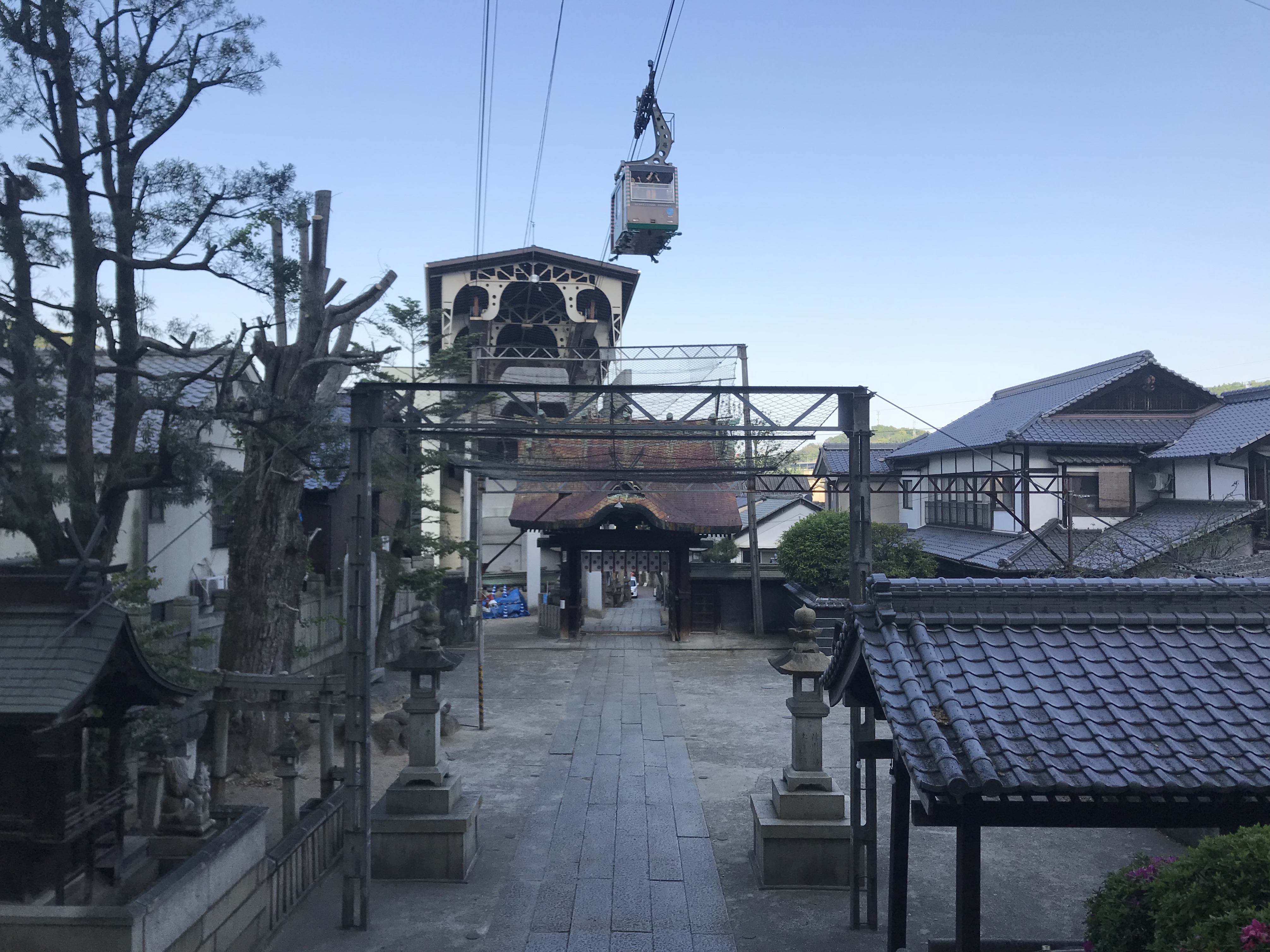
La funivia che passa sopra il santuario per raggiungere il tempio buddhista Senkōji sulla collina.
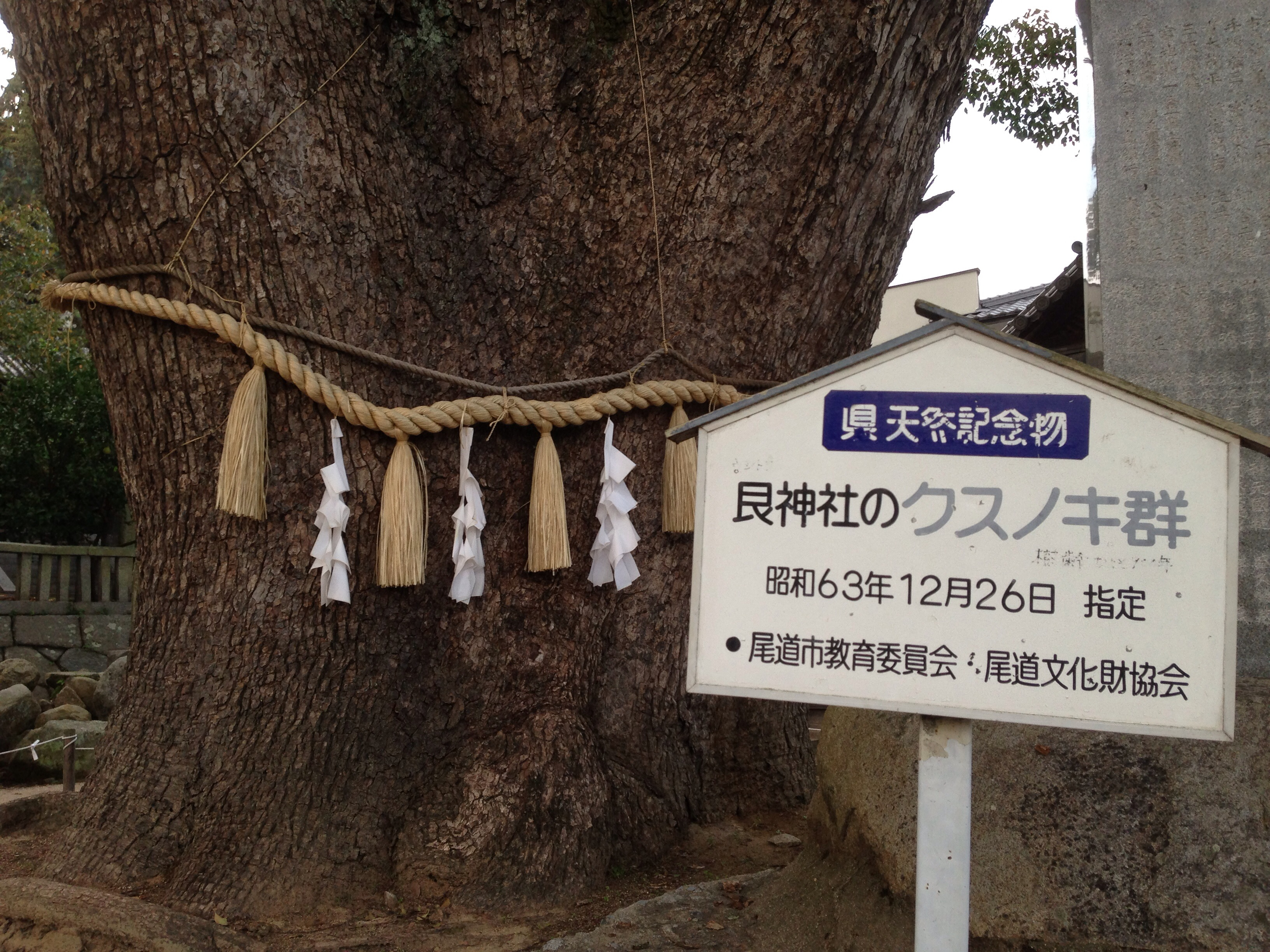
Il tronco del grande canforo.